# Electrolite
Electrolite è un singolo della band statunitense R.E.M.. La canzone è il terzo singolo estratto dal decimo album della band New Adventures in Hi-Fi (1996).

## Video musicale
Nella prima parte del video della gente è incatenata mentre va in giro o fa effusioni con la propria compagna, mentre nella seconda delle persone vanno in go-kart in un deserto, mentre il gruppo sta facendo il playback della canzone.

## Tracce

### 7", Cassette and CD Single
1. "Electrolite" – 4:05
2. "The Wake-Up Bomb" (Live - 1995-11-18, Atlanta, Georgia) – 5:07

### 12" and CD Maxi-Single
1. "Electrolite" – 4:05
2. "The Wake-Up Bomb" (Live)  – 5:07
3. "Binky the Doormat" (Live - 1995-11-18, Atlanta, Georgia)  – 5:01
4. "King of Comedy" (808 State remix) – 5:36

## Classifiche
| Classifica (1996/97)            | Posizione massima |
| ------------------------------- | ----------------- |
| Belgio (Fiandre)                | 69                |
| Canada                          | 24                |
| Finlandia                       | 20                |
| Germania                        | 83                |
| Paesi Bassi                     | 92                |
| Regno Unito                     | 29                |
| Stati Uniti                     | 96                |
| Stati Uniti (adult alternative) | 5                 |